# Prandocin (gromada)
Prandocin – dawna gromada, czyli najmniejsza jednostka podziału terytorialnego Polskiej Rzeczypospolitej Ludowej w latach 1954–1972.
Gromady, z gromadzkimi radami narodowymi (GRN) jako organami władzy najniższego stopnia na wsi, funkcjonowały od reformy reorganizującej administrację wiejską przeprowadzonej jesienią 1954 do momentu ich zniesienia z dniem 1 stycznia 1973, tym samym wypierając organizację gminną w latach 1954–1972.
Gromadę Prandocin z siedzibą GRN w Prandocinie utworzono – jako jedną z 8759 gromad na obszarze Polski – w powiecie miechowskim w woj. krakowskim, na mocy uchwały nr 24/IV/54 WRN w Krakowie z dnia 6 października 1954. W skład jednostki weszły obszary dotychczasowych gromad Prandocin, Prandocin Iły, Muniakowice i Prandocin Przysiółek (bez enklawy o powierzchni 14 ha leżącej na terenie dotychczasowej gromady Brończyce w gminie Niedźwiedź) ze zniesionej gminy Kacice w tymże powiecie. Dla gromady ustalono 25 członków gromadzkiej rady narodowej.
15 października 1956 (dzień ogłoszenia uchwały) do gromady Prandocin przyłączono obszar o powierzchni 11,58 ha ze wsi Jankowice w gromadzie Nasiechowice (gospodarstwa obywateli Lecha Wincentego, Luty Jana, Szydło Zofii i Jednakiej Marii).
31 grudnia 1961 do gromady Prandocin przyłączono wieś Janikowice ze zniesionej gromady Nasiechowice, wieś Wężerów ze zniesionej gromady Wężerów oraz wsie Januszowice, Kacice i Lipna Wola ze zniesionej gromady Kacice.
Gromada przetrwała do końca 1972 roku, czyli do kolejnej reformy gminnej.